# Сальвадор, Иван
Иван Сальвадор Эду (исп. Iván Salvador Edú, более известный под своим именем Ибан Сальвадор (исп. Iban Salvador или Ибан Эду (исп. Iban Edú; род. 11 декабря 1995, Оспиталет) — испанский футболист, нападающий польского клуба «Висла Плоцк»

## Клубная карьера
Воспитанник футбольного клуба «Оспиталет». 29 августа 2012 году дебютировал за основной состав в матче кубка Испании против «Ориуэлы» (1:0). В сезоне 2013/14 один из величающих талантов «Оспиталеты» провёл 26 матчей. Свой первый гол в профессиональном футболе забил 10 ноября 2013 в матче против «Прата» (5:0).
Несмотря на свой юный возраст, на него обратила внимания «Валенсия». 4 августа 2014 году он стал игроком «Валенсии Местальи». 10 февраля 2016 года, Ибан дебютировал за основной состав в матче против «Барселоны» (1:1).
Летом 2016 года подписал трёхлетний контракт с футбольным клубом «Реал Вальядолид», также «Валенсия» имеет право выкупить его.

## Карьера за сборную
В 2015 году Ибан был вызван в сборную Экваториальной Гвинеи для участия в кубке Африканских наций. Дебютировал 18 января этого же года в матче против сборной Конго (1:1). На этом турнире Ибан забил свой первый международный гол.

## Личная жизнь
Его дед по матери гражданин Экваториальной Гвинеи. В связи с этим он решил получить двойное гражданство, чтобы представлять сборную страны деда.